# کمدی عاشقانه (فیلم ۱۹۸۳)
کمدی عاشقانه (به انگلیسی: Romantic Comedy) یک فیلم کمدی رمانتیک آمریکایی محصول سال ۱۹۸۳ به کارگردانی آرتور هیلر با بازی دادلی مور و مری استینبورگن است. فیلمنامه برنارد اسلید بر اساس نمایشنامه او با همین عنوان در سال ۱۹۷۹ ساخته شده‌است.